# Janauka (obwód homelski)
Janauka (biał. Янаўка; ros. Яновка, Janowka) – wieś na Białorusi, w obwodzie homelskim, w rejonie kormańskim, w sielsowiecie Kamienka.